# Ioanis Yeoryos
Ioanis Yeoryos es un deportista griego que compitió en taekwondo. Ganó tres medallas en el Campeonato Europeo de Taekwondo entre los años 1998 y 2002.

## Palmarés internacional
| Campeonato Europeo | Campeonato Europeo       | Campeonato Europeo | Campeonato Europeo |
| Año                | Lugar                    | Medalla            | Categoría          |
| ------------------ | ------------------------ | ------------------ | ------------------ |
| 1998               | Eindhoven (Países Bajos) | Medalla de bronce  | –67 kg             |
| 2000               | Patras (Grecia)          | Medalla de oro     | –67 kg             |
| 2002               | Samsun (Turquía)         | Medalla de oro     | –67 kg             |